# 蒙馬儒修道院

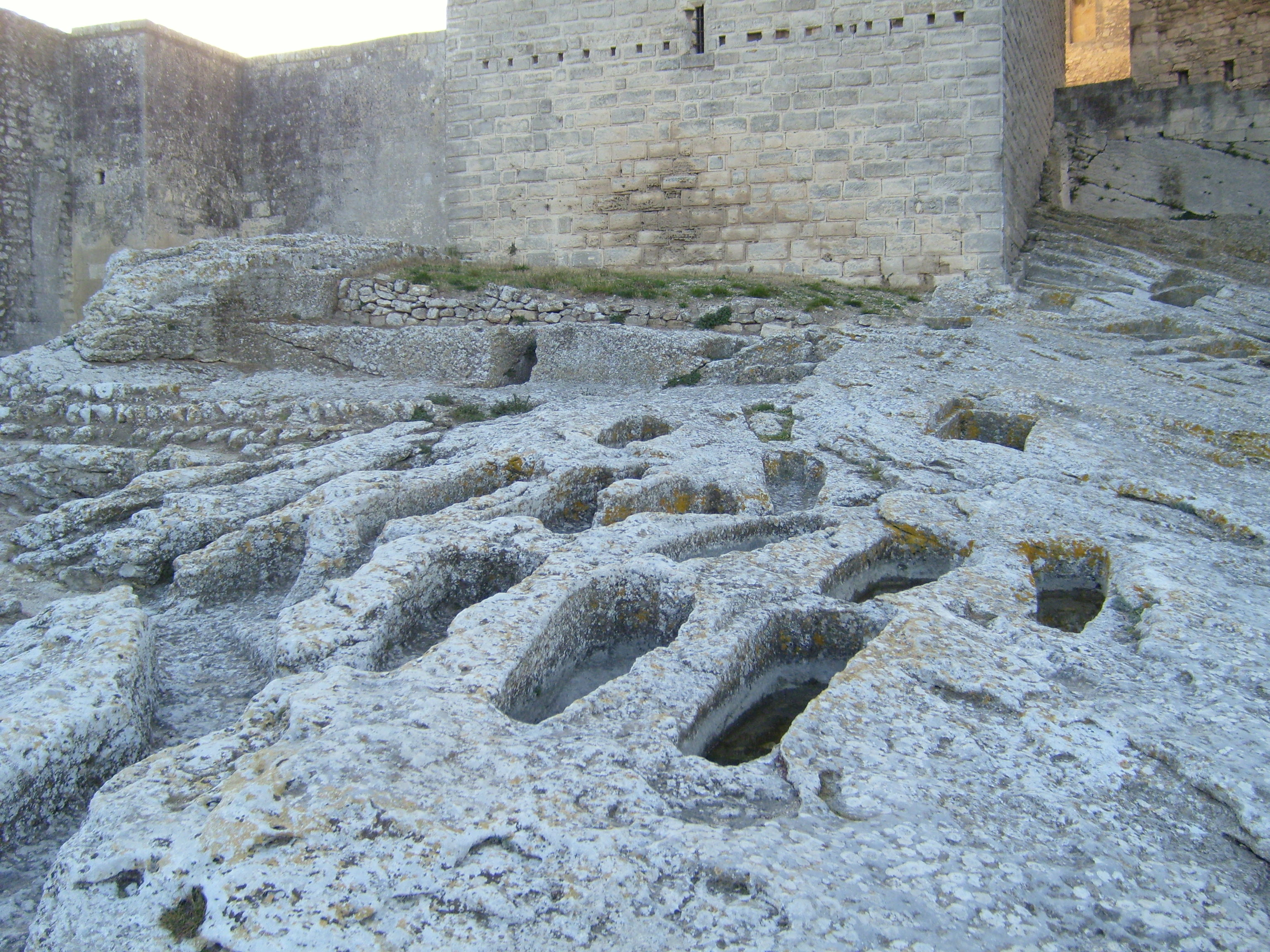
修道院内的墓地（11至14世紀）

蒙馬儒修道院，全名蒙馬儒的聖彼得修道院（法語：Abbaye Saint-Pierre de Montmajour）是10世紀至18世紀之間本篤會的一座修道院，位于法國普羅旺斯阿爾勒，現已廢棄，但仍然是國家保護建築。梵高曾多次繪製過以這座修道院為背景的作品，二戰期間被德軍佔領，並引發火災。

## 外部連接
- 圖片 （页面存档备份，存于）
- 簡介